# Championnats d'Europe de cyclisme sur piste 2025
Navigation
2024 2026
Les Championnats d'Europe de cyclisme sur piste 2025 ont lieu du 12 au 16 février 2025 à Heusden-Zolder, en Belgique. Les épreuves se tiennent au sein du vélodrome de Zolder, inauguré en octobre 2023.
Plus de 300 coureurs de 27 pays participent à ces championnats, dont des cyclistes russes et biélorusses, regroupés sous le nom d'Athlètes individuels neutres (AIN), sans aucune référence ni symbole relatif à leurs nations.

## Programme
Pour la première fois dans un championnat d'Europe, les distances masculines et féminines sont égales sur les poursuites individuelles. De plus, le 500 mètres contre-la-montre féminin est remplacé par le kilomètre contre-la-montre pour s'aligner sur la distance masculine.
| Date                | Finales masculines                                  | Finales féminines                                    |
| ------------------- | --------------------------------------------------- | ---------------------------------------------------- |
| Mercredi 12 février | Course à l'élimination, vitesse par équipes         | Scratch, vitesse par équipes                         |
| Jeudi 13 février    | Course aux points, kilomètre, poursuite par équipes | Course à l'élimination, poursuite par équipes        |
| Vendredi 14 février | Poursuite individuelle, scratch                     | Omnium, vitesse individuelle                         |
| Samedi 15 février   | Omnium, vitesse individuelle                        | Course aux points, kilomètre, poursuite individuelle |
| Dimanche 16 février | Course à l'américaine, keirin                       | Course à l'américaine, keirin                        |

## Déroulé de la compétition
Lors de la 2e soirée se déroule la course à l'élimination chez les femmes. C'est Lara Gillespie qui s'impose, apportant à l'Irlande son premier titre de champion d'Europe.
Le samedi 15 février, 4e journée de compétition, 3 records du monde sont battus. Le matin, lors de la qualification de la poursuite féminine, l'Anglaise Anna Morris bat une première fois le record en 4 min 28 s 306. Elle améliore son temps, le soir même, à l'occasion de la finale en 4 min 25 s 874. Quelques minutes avant ce deuxième record, la Néerlandaise Hetty van de Wouw avait battu le record du kilomètre en 1 min 4 s 497 soit 2 dixième de mieux que le précédent qui avait été réalisé la veille par Ellesse Andrews à l'occasion des championnats d'Océanie.

## Résultats
- (q) signifie que le coureur n'a pas participé à la finale pour la médaille, mais à un tour qualificatif.

### Épreuves masculines
| Épreuves               | Or                                                                                       | Or             | Argent                                                                                          | Argent         | Bronze                                                                | Bronze         |
| ---------------------- | ---------------------------------------------------------------------------------------- | -------------- | ----------------------------------------------------------------------------------------------- | -------------- | --------------------------------------------------------------------- | -------------- |
| Kilomètre              | Matteo Bianchi                                                                           | 59 s 965       | Maximilian Dörnbach                                                                             | 1 min 0 s 390  | David Peterka                                                         | 1 min 1 s 018  |
| Keirin                 | Harrie Lavreysen                                                                         |                | Maximilian Dörnbach                                                                             |                | Tom Derache                                                           |                |
| Vitesse individuelle   | Harrie Lavreysen                                                                         |                | Mikhail Iakovlev                                                                                |                | Rayan Helal                                                           |                |
| Vitesse par équipes    | France- Timmy Gillion - Rayan Helal - Sébastien Vigier                                   | 42 s 609       | Pays-Bas- Harrie Lavreysen - Loris Leneman - Tijmen van Loon                                    | 43 s 253       | Grande-Bretagne- Harry Ledingham-Horn - Hayden Norris - Harry Radford | 43 s 152       |
| Poursuite individuelle | Josh Charlton                                                                            | 4 min 2 s 882  | Ivo Oliveira                                                                                    | 4 min 3 s 631  | Michael Gill                                                          | 4 min 9 s 859  |
| Poursuite par équipes  | Danemark- Tobias Aagaard Hansen - Niklas Larsen - Lasse Norman Leth - Robin Juel Skivild | 3 min 51 s 113 | Grande-Bretagne- Josh Charlton - Michael Gill - Noah Hobbs - Rhys Britton - William Tidball (q) | 3 min 51 s 832 | Suisse- Noah Bögli - Mats Poot - Pascal Tappeiner - Alex Vogel        | 3 min 53 s 467 |
| Course aux points      | Iúri Leitão                                                                              | 157 pts        | Yanne Dorenbos                                                                                  | 114 pts        | Jasper De Buyst                                                       | 106 pts        |
| Américaine             | Pays-Bas- Yanne Dorenbos - Vincent Hoppezak                                              | 119 pts        | Allemagne- Roger Kluge - Tim Torn Teutenberg                                                    | 96 pts         | Portugal- Ivo Oliveira - Rui Oliveira                                 | 85 pts         |
| Scratch                | Iúri Leitão                                                                              |                | Vincent Hoppezak                                                                                |                | William Tidball                                                       |                |
| Omnium                 | Tim Torn Teutenberg                                                                      | 167 pts        | Niklas Larsen                                                                                   | 165 pts        | Philip Heijnen                                                        | 147 pts        |
| Course à l'élimination | Tim Torn Teutenberg                                                                      |                | Rui Oliveira                                                                                    |                | Jules Hesters                                                         |                |

### Épreuves féminines
| Épreuves               | Or                                                                             | Or             | Argent                                                                    | Argent         | Bronze                                                                                     | Bronze         |
| ---------------------- | ------------------------------------------------------------------------------ | -------------- | ------------------------------------------------------------------------- | -------------- | ------------------------------------------------------------------------------------------ | -------------- |
| Kilomètre              | Hetty van de Wouw                                                              | 1 min 4 s 497  | Martina Fidanza                                                           | 1 min 5 s 969  | Clara Schneider                                                                            | 1 min 6 s 745  |
| Keirin                 | Steffie van der Peet                                                           |                | Rhian Edmunds                                                             |                | Hetty van de Wouw                                                                          |                |
| Vitesse individuelle   | Yana Burlakova                                                                 |                | Rhian Edmunds                                                             |                | Alina Lysenko                                                                              |                |
| Vitesse par équipes    | Pays-Bas- Kimberly Kalee - Hetty van de Wouw - Steffie van der Peet            | 46 s 322       | Grande-Bretagne- Lauren Bell - Rhian Edmunds - Rhianna Parris-Smith       | 46 s 929       | Allemagne- Lea Sophie Friedrich - Pauline Grabosch - Clara Schneider                       | 47 s 333       |
| Poursuite individuelle | Anna Morris                                                                    | 4 min 25 s 874 | Vittoria Guazzini                                                         | 4 min 34 s 098 | Mieke Kröger                                                                               | 4 min 33 s 451 |
| Poursuite par équipes  | Italie- Martina Alzini - Chiara Consonni - Martina Fidanza - Vittoria Guazzini | 4 min 14 s 213 | Allemagne- Franziska Brauße - Lisa Klein - Mieke Kröger - Laura Süßemilch | 4 min 14 s 939 | Grande-Bretagne- Grace Lister - Maddie Leech - Sophie Lewis - Anna Morris - Neah Evans (q) | 4 min 18 s 147 |
| Course aux points      | Anita Stenberg                                                                 | 56 pts         | Marion Borras                                                             | 54 pts         | Maike van der Duin                                                                         | 53 pts         |
| Américaine             | Pays-Bas- Lisa van Belle - Maike van der Duin                                  | 62 pts         | Italie- Chiara Consonni - Vittoria Guazzini                               | 53 pts         | France- Victoire Berteau - Marion Borras                                                   | 42 pts         |
| Scratch                | Martina Fidanza                                                                |                | Lorena Wiebes                                                             |                | Maria Martins                                                                              |                |
| Omnium                 | Lorena Wiebes                                                                  | 114 pts        | Maddie Leech                                                              | 114 pts        | Amalie Dideriksen                                                                          | 103 pts        |
| Course à l'élimination | Lara Gillespie                                                                 |                | Hélène Hesters                                                            |                | Lisa van Belle                                                                             |                |

## Tableau des médailles
| Rang  | Nation                       | Or | Argent | Bronze | Total |
| ----- | ---------------------------- | -- | ------ | ------ | ----- |
| 1     | Pays-Bas                     | 8  | 4      | 4      | 16    |
| 2     | Italie                       | 3  | 3      | 0      | 6     |
| 3     | Grande-Bretagne              | 2  | 5      | 4      | 11    |
| 4     | Allemagne                    | 2  | 4      | 3      | 9     |
| 5     | Portugal                     | 2  | 2      | 2      | 6     |
| 6     | France                       | 1  | 1      | 3      | 5     |
| 7     | Danemark                     | 1  | 1      | 1      | 3     |
| -     | Athlètes individuels neutres | 1  | 0      | 1      | 2     |
| 8     | Irlande                      | 1  | 0      | 0      | 1     |
| 8     | Norvège                      | 1  | 0      | 0      | 1     |
| 10    | Belgique                     | 0  | 1      | 2      | 3     |
| 11    | Israël                       | 0  | 1      | 0      | 1     |
| 12    | Suisse                       | 0  | 0      | 1      | 1     |
| 12    | Tchéquie                     | 0  | 0      | 1      | 1     |
| Total | Total                        | 22 | 22     | 22     | 66    |